# رووین ریولین

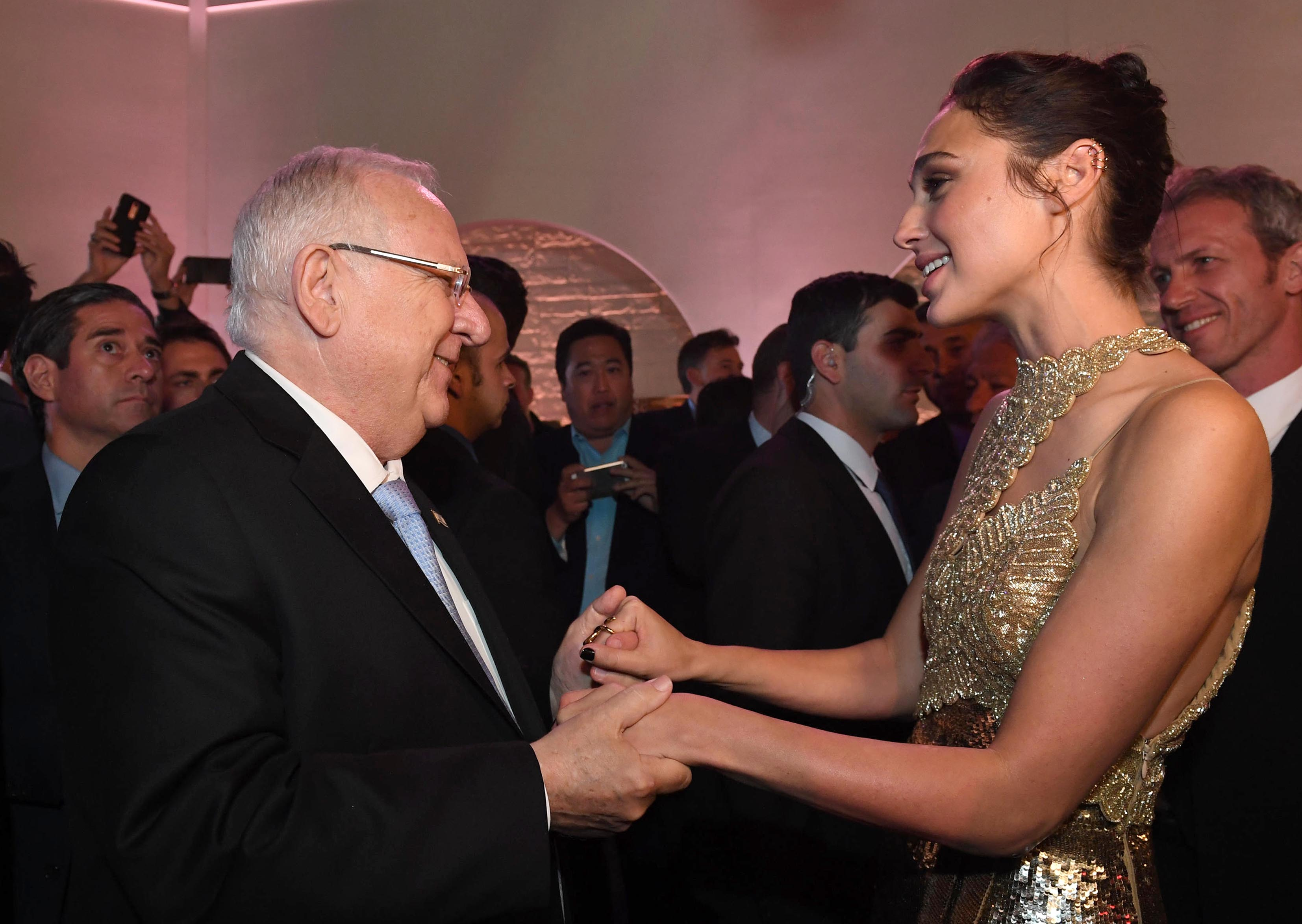
رووین ریولین در حال تبریک به گل گدوت در نوامبر ۲۰۱۷ میلادی.

رووین «روبی» ریولین (به عبری: ראובן ריבלין)، سیاستمدار کهنه‌کار حزب دست راستی لیکود است که در سال ۲۰۱۴، توسط نمایندگان پارلمان اسرائیل (کنست) به عنوان رئیس‌جمهوری این کشور انتخاب شد. ریولین دهمین رئیس‌جمهور اسرائیل از هنگام ایجاد آن بود. وی پیش‌تر رئیس کنست و عضو کابینه اسرائیل بود و در دور دوم رای‌گیری موفق شد مئیر شیطریت، عضو کنست را با ۶۳ رای در مقابل ۵۳ رای شکست دهد.
رووین ریولین جانشین شیمون پرز، رئیس‌جمهوری اسرائیل شد که دوره هفت ساله ریاست‌جمهوری‌اش ژوئیه ۲۰۱۴ به پایان رسیده‌بود.
رووین ریولین با تشکیل کشور مستقل فلسطینی مخالف است در حالی‌که شیمون پرز، رئیس‌جمهوری سابق در سال ۱۹۹۴ همراه با اسحاق رابین و یاسر عرفات جایزه صلح نوبل را به خاطر فعالیت‌هایش روی پیمان صلح اسلو با فلسطینیان دریافت کرد.